# 大須賀川
大須賀川（おおすかがわ）は、千葉県成田市・香取市・香取郡神崎町を流れる利根川水系の一級河川である。

## 地理

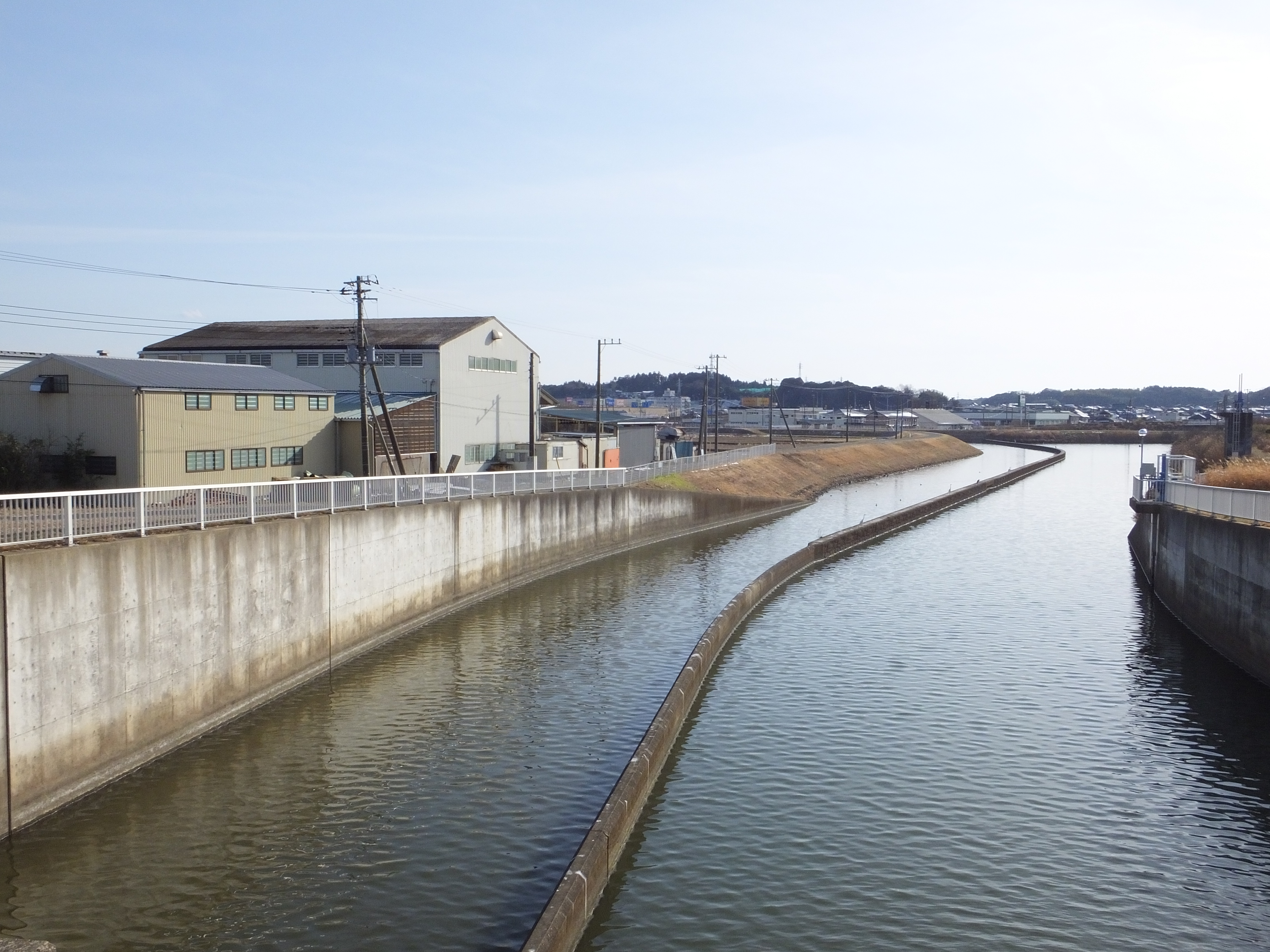
河口（利根川両総水門）から見た様子。左が両総用水第1導水路、右が大須賀川

成田市前林の南端、大栄十余三へ突き出た部分を源流とする。暫くは東総台地の森に囲まれた狭い谷津田を北流し、成田市の松子と伊能の間を抜けてゆく。上流部は谷津田が発達しており、市街地は谷津田を囲む針葉樹を抜けた台地上に形成されている。新鹿ノ駒橋付近で南西より天昌寺川を合わせ、河川幅が広がる。続いて奈土東部で南から下田川を合わせると、香取郡神崎町に入る。神崎町内は南東端（毛成地区）を流れるのみで、間もなく香取市に入る。暫くすると台地部分を抜け、利根川流路沿いの水郷地帯となる。大戸地区の市街地に至り、旧流路は北西へ流れ利根川へ注ぐルート（派川大須賀川）となる。現在は大戸の市街地より東へ進む「大須賀川排水路」が本流である。河川幅は更に広がり、森戸地区を抜け佐原市街地北部にて両総用水第一導水路と合流する。第1排水機場にて支流の八間川（八間川排水路）を西から合わせ、利根川へ流入する。
天昌寺川合流点より下流8.1km、及び旧流路である派川大須賀川の全区間（3.9km）が一級河川に指定されている。また、支流では八間川の神崎本宿（大貫との境界付近に上流端を示す標柱がある）から大須賀川まで一級河川となっているが、途中の香取市昭和町付近で派川大須賀川と十字交差する箇所があり、当該地点より上流を上八間川（3.4km）、下流を下八間川（3.9km）として分けて指定されている。

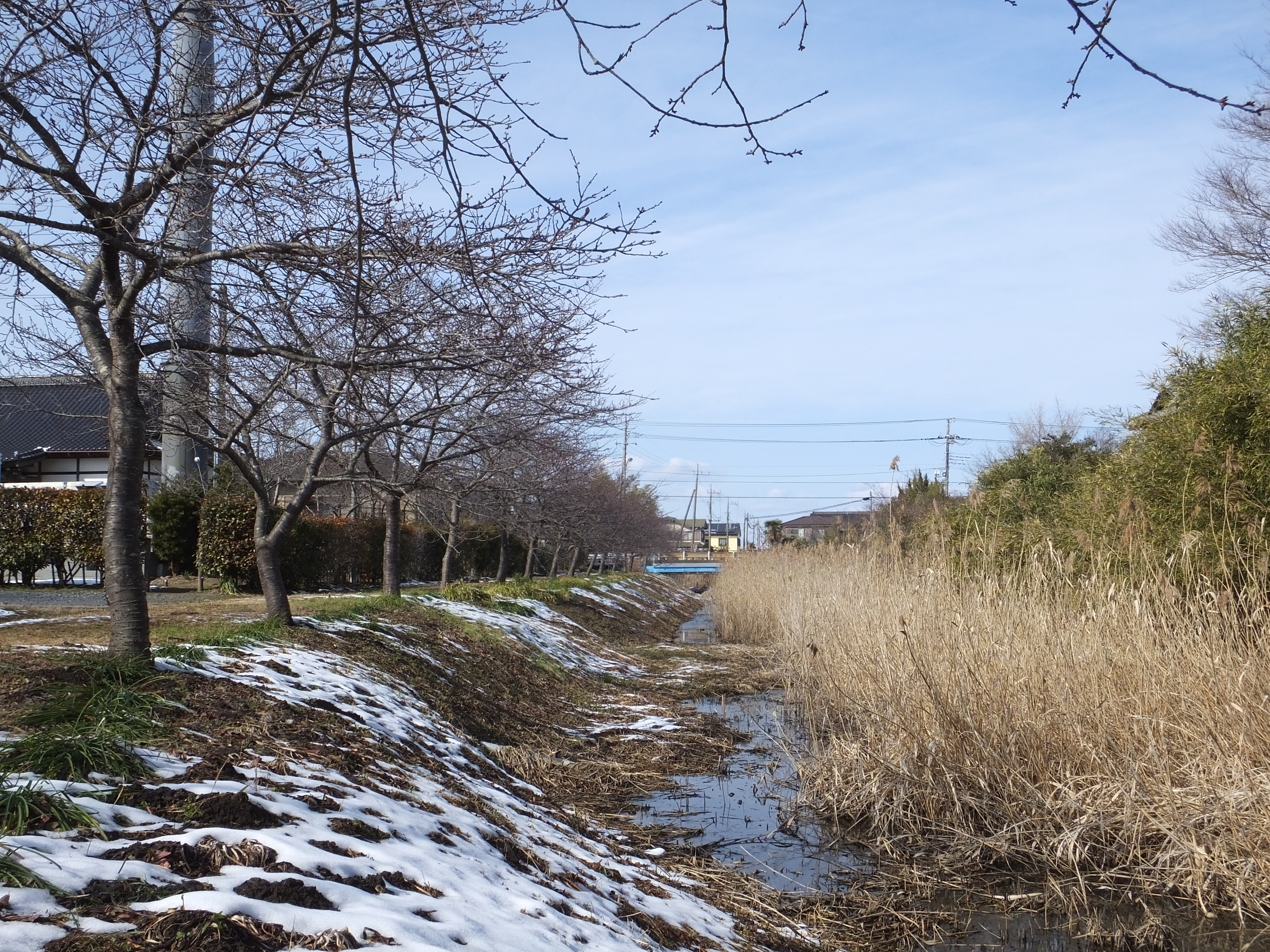
旧流路である派川大須賀川
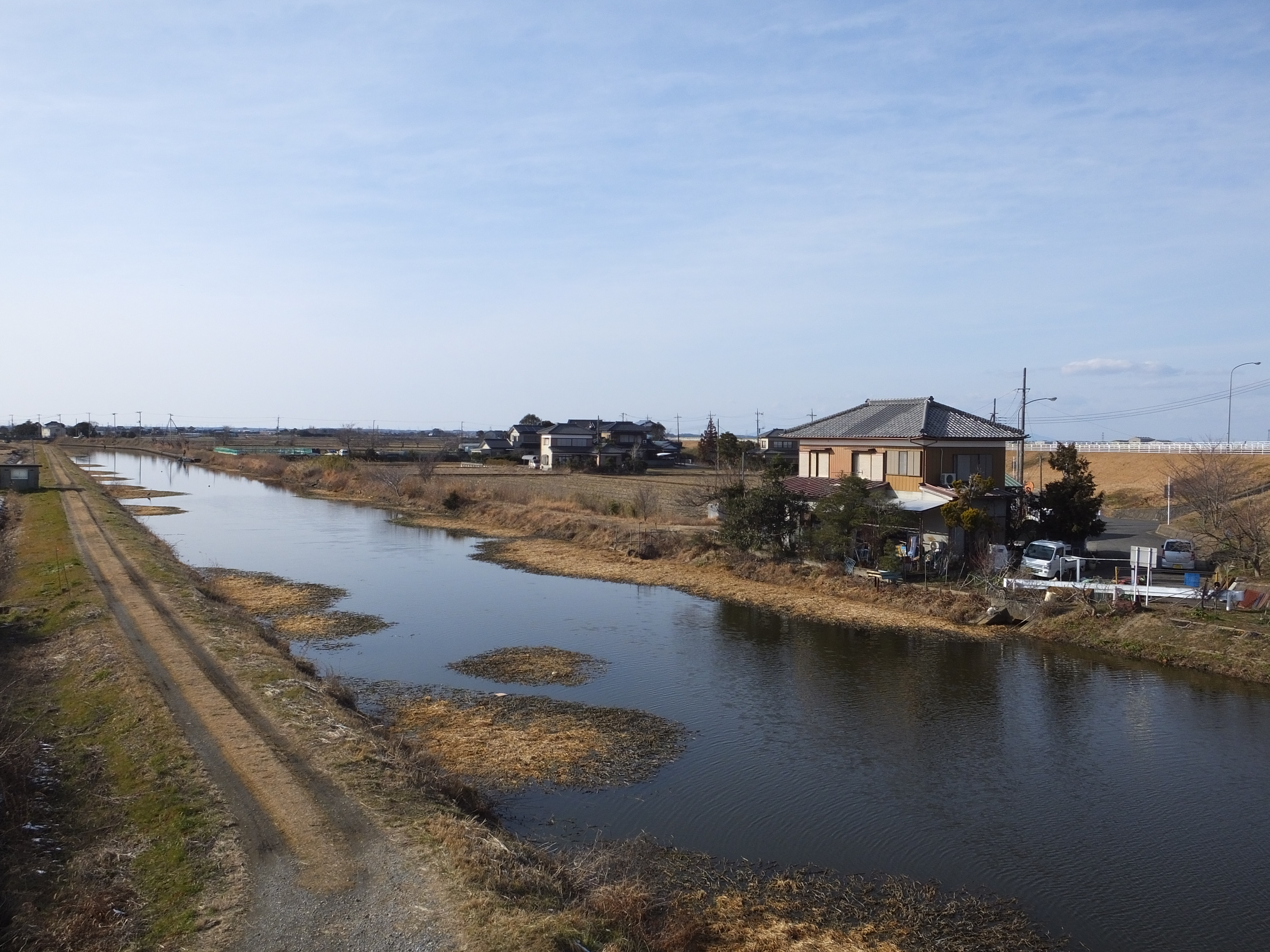
八間川（新八間川橋より上流方）
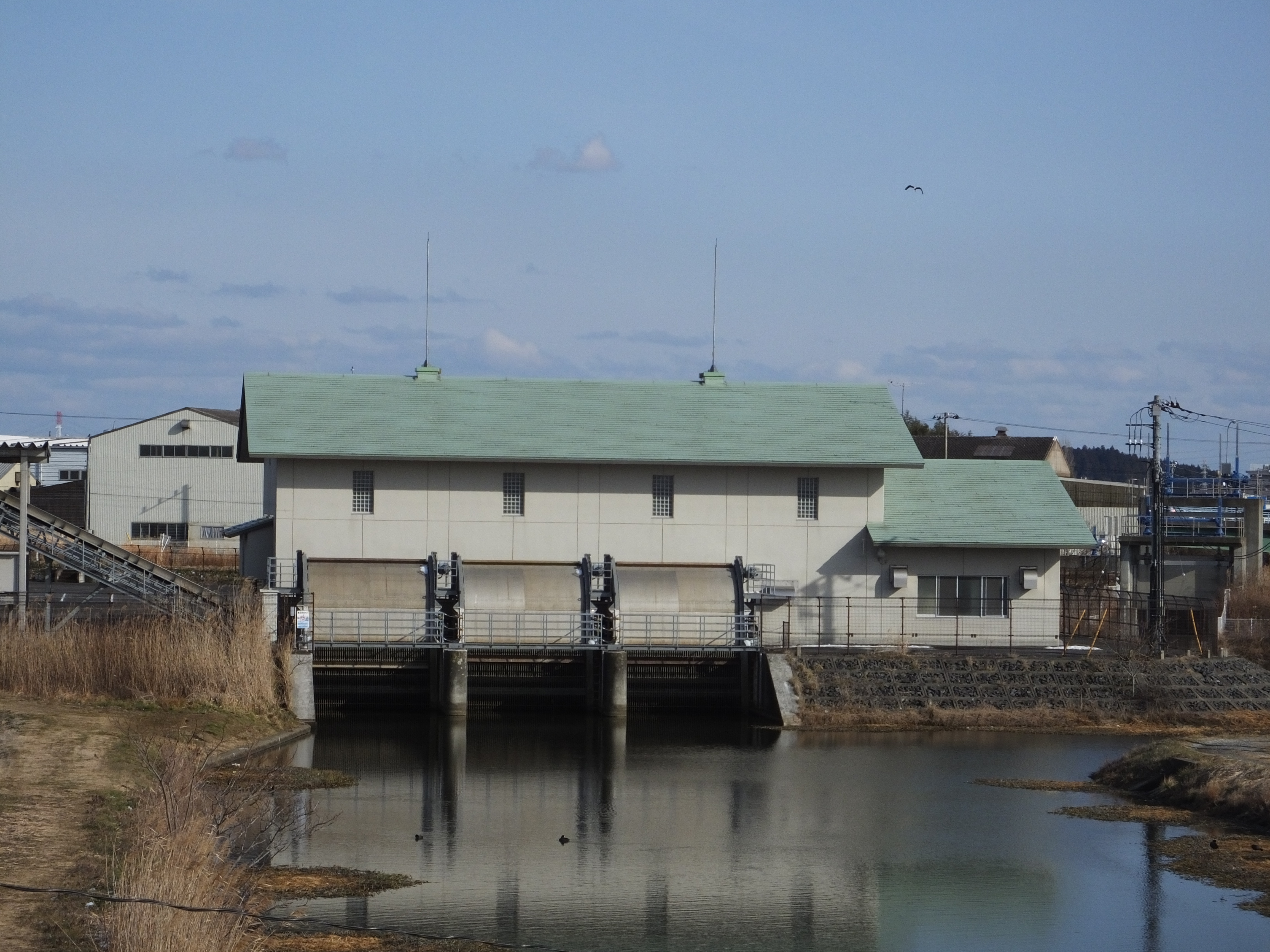
大須賀川と八間川の合流点にある第1排水機場

## 治水
本河川は農林省による国営両総用水事業の一環として、当時佐原周辺でたびたび洪水をもたらしていた利根川及び大須賀川の流水を、栗山川を介し九十九里浜まで放水するための導水路建設とともに、抜本的な河川改修が行われた。その際に大戸地区から佐原市街地に至る延長4kmの新流路（大須賀川排水路）を底幅12.5mで掘削する大規模な河道変更がなされた。大須賀川排水路より上流部についても、県営の支線用水路整備事業として1953年（昭和28年）に大須賀線（5,396m）が着工。これを皮切りとして各地で支線用水路整備が進められていった。大須賀川排水路を含む国営両総用水事業は1965年（昭和40年）に完了し、各地で進められた支線用水路整備事業も1967年（昭和42年）には全て完了となった。
これらの事業以来大規模な水害は発生しなくなったが、設備の老朽化や農業環境の変化に対応するため1993年（平成5年）度より房総導水路事業を導入し、設備更新や維持管理の合理化、用水配分・送水の効率化が進められた。大須賀川排水路・八間川排水路はその一環として、再び農林水産省の直営で河川改修が進められた。両者の合流地点にある第1排水機場の更新とともに、底幅は15mまで拡張され流下能力が強化された。大須賀川排水路は2000年（平成13年）に着手し2013年（平成25年）に完了、八間川排水路は2002年（平成14年）に着手し2007年（平成19年）に完了している。

## 主な橋
- 馬洗橋
- 大栄橋 - 国道51号
- ○○橋
- ○○橋

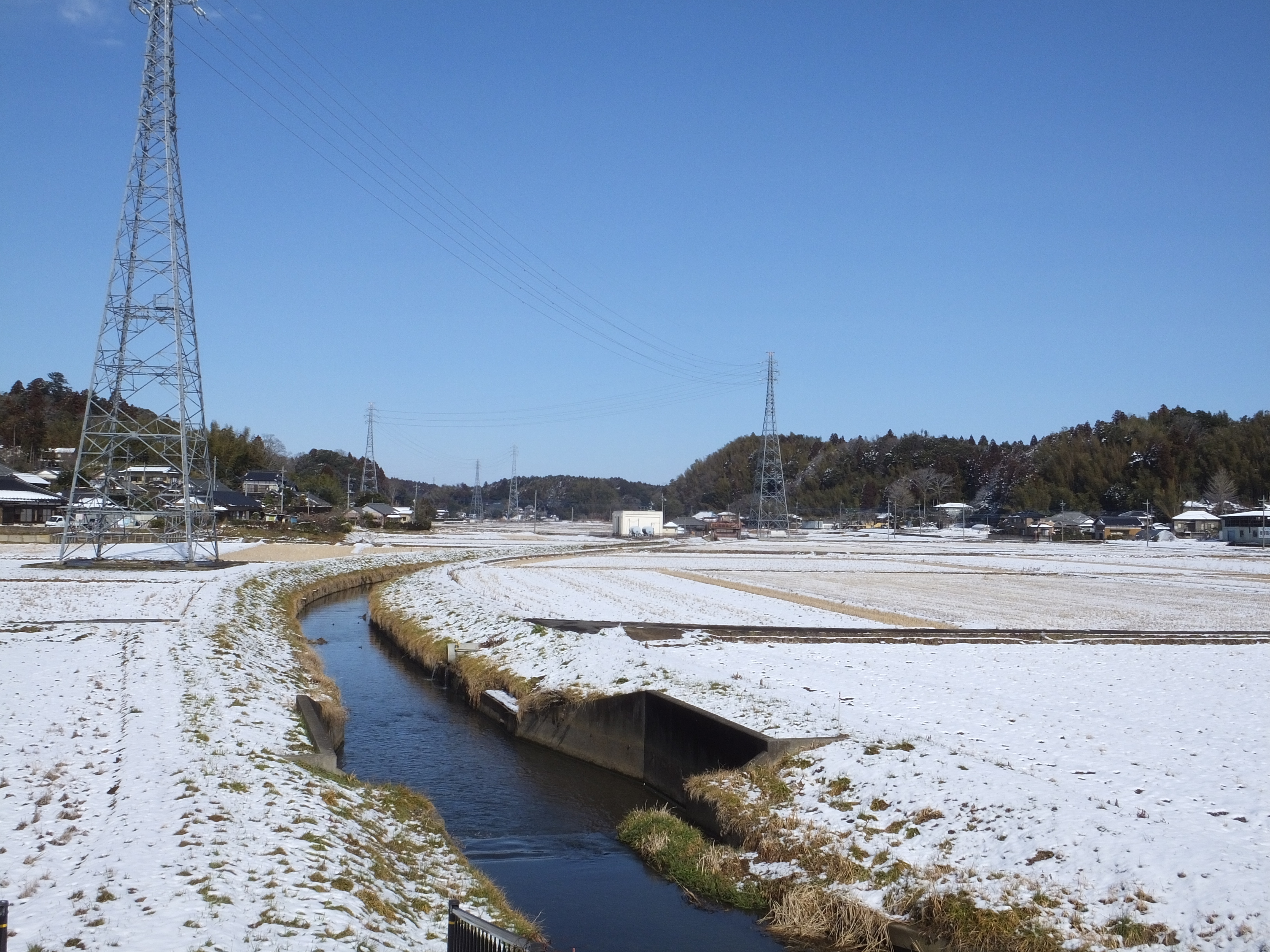
上流部（大栄橋より下流方）

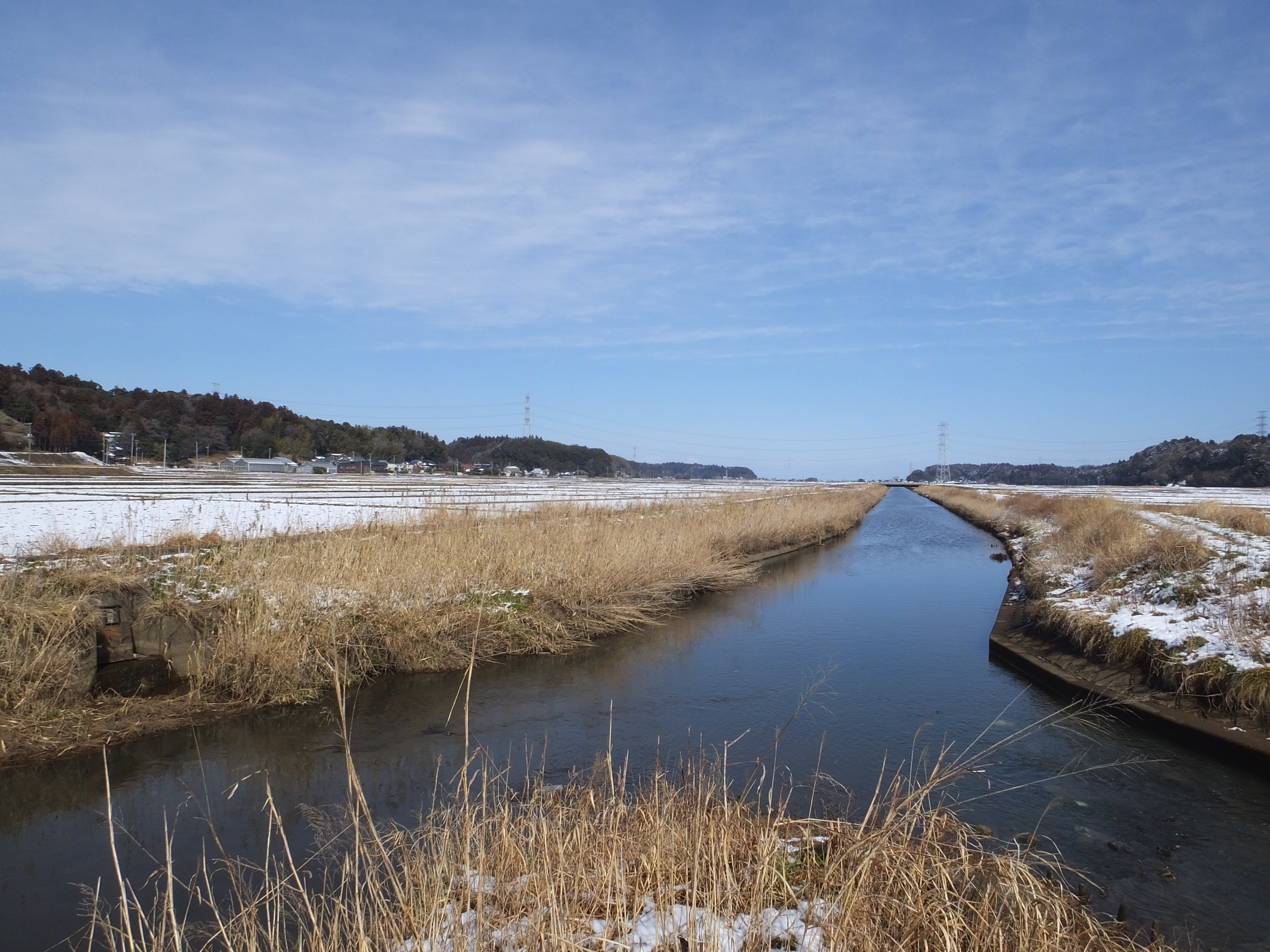
下田川（右）との合流地点

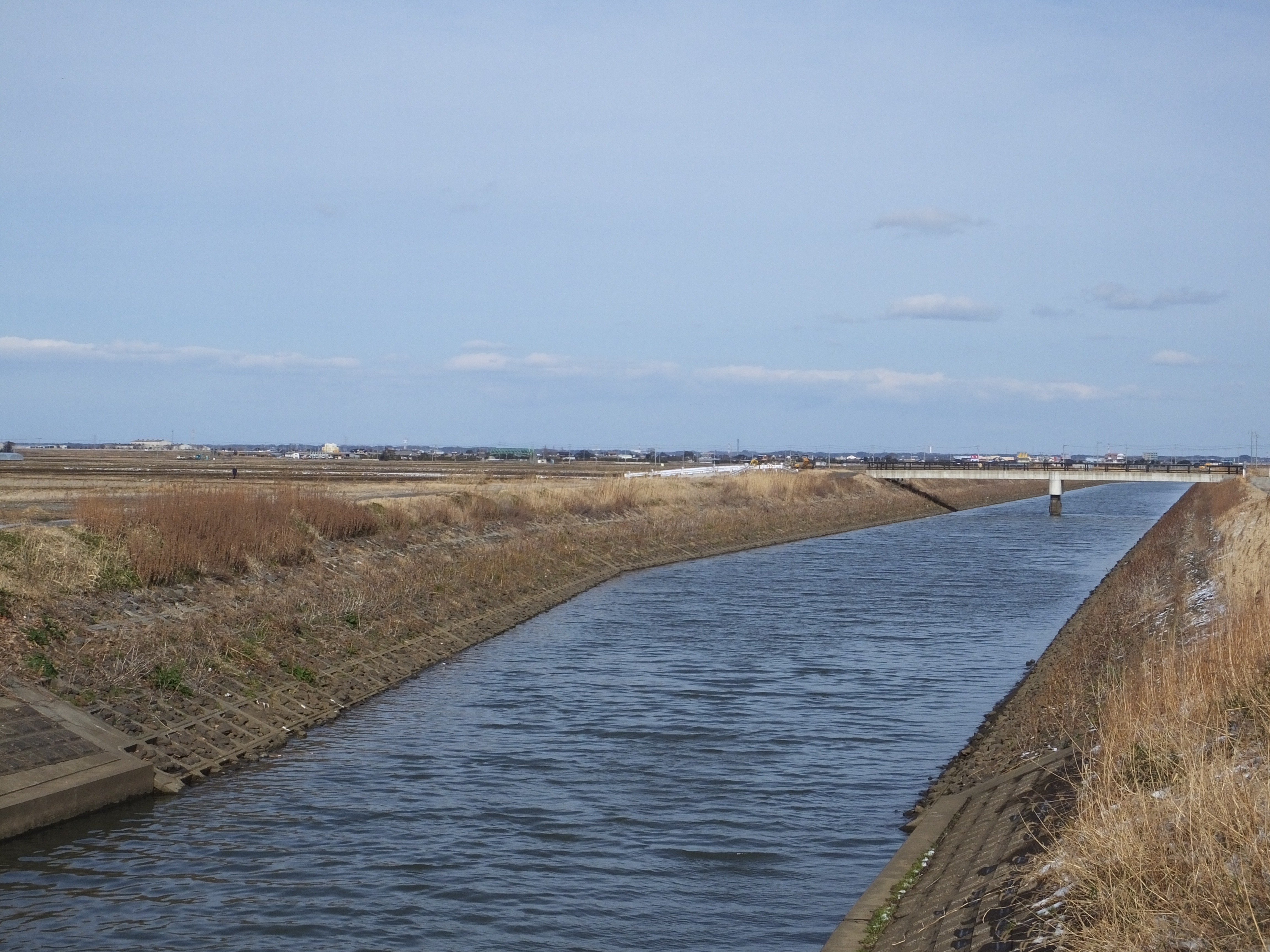
溝上橋より下流方、房総導水路事業により河川幅が拡幅される地点

- 新鹿ノ駒橋 - 千葉県道110号郡停車場大須賀線
- 鹿之駒堰管理橋
- 中橋
- ○○橋
- ○○橋
- 柴田橋
- ○○橋
- 毛成橋
- 荒井堰管理橋
- ○○橋
- ○○橋
- ○○橋
- ○○橋
- JR総武本線橋梁
- 新宿橋 - 千葉県道208号大戸停車場線
- 下宿橋 - 国道356号（旧）
- ○○橋
- 溝上橋
- 溝下橋
- 上宿橋
- 上仲橋
- 八幡橋
- 新宿橋
- 岩戸堰管理橋
- 黄金橋
- 新黄金橋 - 国道356号バイパス
- （利根川両総水門橋）